# Hermann Schwander
Hermann Schwander (* 1948 in Böblingen) ist ein deutscher Pauker, Schlagzeuger und Hochschullehrer.

## Leben
Den ersten Musikunterricht erhielt Schwander  als Sechsjähriger von seinem Vater. Sein Schlagzeugstudium absolvierte er an der Hochschule für Musik Würzburg bei Siegfried Fink. Während seiner Tätigkeit als Solopauker der Nürnberger Symphoniker wurde er 1976 mit der Leitung der Schlagzeugklasse am Nürnberger Konservatorium beauftragt, eine Tätigkeit, die er ab 1977 als hauptamtliche Lehrkraft weiter ausbaute. Von 1986 bis 1997 war er stellvertretender Direktor des Meistersinger-Konservatoriums, aus dem 1998 die Hochschule für Musik hervorging.
2001 wurde er zum Professor ernannt.
Schwander ist Gründungsmitglied der Nürnberger Gruppe „Neue Pegnitzschäfer“, die sich der Pflege aktueller Musik verschrieben hat.
1986 organisierte er das 1. Deutsche Percussion-Symposion in Nürnberg, das internationale Beachtung fand und gründete daraufhin den deutschsprachigen Schlagzeugverband „Percussion Creativ“, den er fast 10 Jahre leitete. Das von ihm 1983 ins Leben gerufene Percussionquartett Cabaza erhielt 1992 den Kulturförderpreis der Stadt Nürnberg und 1995 den Wolfram-von-Eschenbach-Preis (Kulturpreis des Bezirks Mittelfranken). 2005 gründete Schwander zusammen mit seinem Meisterklassenabsolventen Sławomir Mscisz die Initiative „Marimba Festiva“ mit dem in zweijährigem Turnus stattfindenden Internationalen Marimbawettbewerb.
In Ergänzung zu seiner pädagogischen Tätigkeit als Professor an der Hochschule für Musik Nürnberg arbeitet er als Referent an Instituten im In- und Ausland. Zwanzig Jahre betreute Schwander die Schlagzeuggruppe des Bayerischen Landesjugendorchesters und wurde als Juror zu nationalen und internationalen Wettbewerben eingeladen. Ein Teil seines kammermusikalischen Wirkens ist in Rundfunkproduktionen und CD-Einspielungen dokumentiert.
2013 wurde Schwander pensioniert. Seine Nachfolger an der Hochschule für Musik Nürnberg sind  Radek Szarek und Jochen Schorer.

## Diskografie (Auswahl)
- CABAZA "Percussion Quartet", cpo
- CABAZA "Vol.2", cpo
- CABAZA „La Caccia“, cpo
- CABAZA „In The Eye Of The Storm“, cpo
- CABAZA "I - Shr" (Ritual II) aus "Yüen Shan" von Michael Ranta
- Myriam Marbe, marc aurel edition
- Deutsche Musik der Gegenwart, DGG
- Siegfried Fink i el seu grup de percussio, EDIGSA
- Drums in Concert, Thorofon
- Talking Drums, Thorofon
- Drums, Thorofon
- 50 Jahre ION

## Artikel
- Gyula Racz (Hrsg.): Das große Buch der Schlagzeugpraxis. ConBrio Verlag, Regensburg 2014, ISBN 978-3-940768-43-8 (Verlagslink).
- Werner Heider. In: Komponisten in Bayern. Band 39.